# 釋證嚴
釋證嚴（1937年5月4日—），俗名王錦雲，法名證嚴，字慧璋，出家前自號靜思，生於臺灣臺中州大甲郡清水街（今臺中市清水區），臺灣佛教人物，為慈濟基金會創辦人，1963年於印順導師門下出家，後返回花蓮縣秀林鄉佳民村的普明寺苦修。
1966年於花蓮縣普明寺創立「佛教克難慈濟功德會」，為慈濟基金會之前身，開展「慈善、醫療、教育、人文」以及「國際賑災、骨髓捐贈、環境保護、社區志工」等四大志業、八大法印。
1991年，獲得麥格賽賽獎社會領袖獎。2003年，獲頒贈中華民國二等景星勳章。2011年，獲選《時代雜誌》（TIME）年度全球百大最具影響力人物。2012年，由馬來西亞檳城州元首冊封「拿督斯里」（Dato' Seri）榮譽勳銜。2022年，入榜英國廣播公司（BBC）全球最具啟發性與影響力的百大女性。

## 生平
釋證嚴在臺中清水出生，其弟為王端正。釋證嚴自幼過繼給叔父王天送家當長女，且隨其遷居臺中豐原。其養父經營劇院，往來豐原、清水、潭子等城市之間，家境富裕。
1958年，21歲時，養父因腦溢血過世。王錦雲後至豐原妙音寺參拜，當地住持妙廣法師贈其「解結科儀」。她為父做佛事前往豐原慈雲寺拜《梁皇寶懺》，體會到經文中因緣果報之業力以及人生無常之道理。同時期，一位寺院信徒將家中《法華經》當廢紙售出，她請購回家，開始研讀《法華經》。此一經書至今仍置於靜思精舍。
她時常往來寺院，萌生出家之意，經當地慈雲寺出家師父引薦，前往新北市汐止靜修院，準備出家，三天後被養母王沈月桂尋回。王錦雲隨著慈雲寺修道法師再度離家，由臺中前往高雄，再轉臺東縣鹿野鄉王母廟。幾經波折，在臺東縣鹿野鄉王母廟之後，先後移居知本清覺寺、玉里玉泉寺、花蓮東淨寺、臺東佛教蓮社。後寄住在臺東佛教蓮社時，至信徒家中做客，在其府中見日文版《法華經大講座》，才發現法華三部中的《無量義經》及《觀普賢經》。閱讀無量義經時，看見「靜寂清澄，志玄虛漠，守之不動，億百千劫。無量法門，悉現在前，得大智慧，通達諸法。」三十二字，對《無量義經》產生濃厚興趣。後回到花蓮，經許聰敏居士引薦，和修道法師前往花蓮縣秀林鄉佳民村的普明寺參加慶典，並於普明寺對面的康樂村（俗稱農場）弘法。
1962年年底修道法師返回豐原，王錦雲留在普明寺自行落髮，居士許聰敏為她取法名「修參」。1963年至臺北臨濟護國禪寺，希望受具足戒，但因為沒有正式出家無法報名。後至慧日講堂購買《太虛大師全書》，遇見印順長老，請求出家，以獲得報名資格。因開壇傳戒時間緊迫，印順導師開示：「我們因緣很特別，我看時間來不及了；但既然出家了，妳要時時刻刻為佛教、為眾生啊！」。印順導師簡單行皈依禮，為她完成出家儀式，成為她的出家依止師，為其取法名叫「證嚴」，字慧璋。她隨後報名三壇大戒，受比丘尼具足戒。

## 出家
釋證嚴受具足戒後便返回花蓮。許聰敏居士在普明寺後搭建一小木屋，證嚴法師便在其中持誦抄寫《法華經》，後因颱風倒塌，又移往花蓮慈善寺講《地藏經》四個月，在講經期間有四位弟子皈依法師座下，後又至基隆海會寺結夏安居三個月；直至1964年秋，方才回到普明寺，和德慈、德昭、德融、德恩四位弟子在附近之地藏廟旁之小木屋安居、修行。:20
1966年，29歲的釋證嚴前往花蓮鳳林鎮某私人醫院探望弟子德融的父親，見地上一灘血跡，聽人告知，為豐濱一名原住民婦女小產，卻因缺少開刀所需保證金新台幣八千元而無法開刀，只得又帶回部落。此即「一灘血」事件。後來證嚴法師又遇三位修女，雙方交流後對其慈善工作推廣產生了很大影響，即慈濟緣起的「三修女來訪」。有紀錄的三修女來訪有兩次，一次是三位穿著修女會衣的海星中學老師貝蒂、黃雪文和高凌霞修女因為郊遊路過普明寺；不期而遇的情況下，比利時籍的貝蒂修女在談話中對說：「佛教信徒這麼多、力量這麼大，如果做社會服務的工作，影響會更大。」證嚴法師大受震撼。另一次是張金菊修女、湯修女、黃修女路過，看到證嚴法師在種菜，一行人向證嚴法師表示：「你們為什麼不為老百姓去付出你們的愛？」證嚴法師聽聞後，決心開始慈善工作。同年，印順長老希望證嚴法師住持嘉義妙雲蘭若；但在其信徒挽留之下，決定留在花蓮開展社會救濟工作。

### 慈濟功德會
慈濟功德會創立初期，與幾位信徒在普明寺做手工，發放救濟品。後慈濟開始發展，普明寺的空間漸漸地越來越無法容納參加法會的信眾，證嚴法師的母親前來援助，購下一甲五分的地，建起一間大殿，稱為靜思精舍。由1968年起逐漸興建精舍、廂房、寮房、辦公室等，歷經十多次增建，規模已十分龐大。
功德會初期，在當地會員的協助規劃之下，發行「慈濟月刊」，開始建立「慈濟委員」、「慈誠」制度。

### 創立醫院
1966年，一灘血事件與三修女來訪，成為了推動醫療志業的助力。1978年釋證嚴罹患心絞痛，認為「人命在呼吸間」，慈濟功德會卻沒能提供長久支持的資源。
1979年，釋證嚴舉辦多次義診，也因十多年來的慈善志業，發現「貧病相依」、「因病而貧」，認為臺灣花東地區長期缺乏醫療資源，在慈濟委員聯誼月會上，發起建立「佛教慈濟綜合醫院」。:113-114
發佈消息後，起初因花費太高得不到眾人支持。釋證嚴於各地奔波募款，受到社會人士及政府單位支持，歷經林洋港、宋長志、李登輝、吳水雲縣長等人協助，解決用地問題。1984年4月24日於花蓮市區原花蓮農工牧場土地動工。1986年8月17日正式完工，隔年又展開第二期工程。:125-134
釋證嚴後聘請前故臺大醫院副院長杜詩綿、原臺大醫院復健科主任曾文賓負責籌劃工作，並相繼出任花蓮慈濟醫院院長。:132-134

### 教育、人文
醫院建院完成後，醫院有硬體而無軟體──即醫療人員，便逐步推展教育工作，建立慈濟護專、慈濟醫學院。而護專、醫學院後來相繼改名為慈濟技術學院（2015年改制為慈濟科技大學）、慈濟大學。而除臺灣本土社會救濟外，進而從事資源回收的環保工作，推展中國大陸賑災、國際賑災等工作。於海外建立慈濟人據點、分會，要求慈濟人能懷著「取之於當地，用之於當地」、「頭頂別人的天，就要回饋當地」等理念，在全球各地推動四大志業八大法印，也得到許多當地人的肯定。
1991年中國大陸華中、華東水患，釋證嚴認為災情嚴重，便發起街頭募款、勘災、救災等工作。

### 成立「慈濟宗」
2006年12月16日，釋證嚴正式宣告「慈濟宗」立宗，以「菩薩所緣，緣苦眾生」為宗門法脈，精神理念是「靜思法脈勤行道、慈濟宗門人間路 」。

## 思想
釋證嚴曾表示：「曾經有人問我，慈濟既不是禪宗，也不是淨土宗，屬於佛教何種宗派？現在我告訴大家，我們是『慈濟宗』，以人與人之間為道場，修行無量法門。」
現代的慈濟大藏經：《靜思語》，是釋證嚴由《法華經》第一部《無量義經》節選釋義。
- 慈濟宗「四法四門」[27]：

1. 第一道門是總持門（知足）：「總一切法，持一切善」。
2. 第二道門是和合門（小愛）：「和聖賢心，合菩薩道」。
3. 第三道門是關懷門（中愛）：「內觀自在心，懷抱眾生苦」。
4. 第四道門是力行門（大愛）：「力持諸善法，行遍人間道」。

釋證嚴「普天三無」：「普天之下沒有我不愛的人；普天之下沒有我不信任的人；普天之下沒有我不原諒的人。」
釋證嚴語錄：「從生的那一刻開始，直到死的那一刻，這生死之間能夠將生命宗旨對準、沒有毫釐偏差，人生就能解脫。」「不經一事，不長一智，在慈濟宗門中見證無量法門。」世界佛教發展協會會長釋蓮海表示：樂觀其成。佛光山都監院院長慧傳法師表示：對慈濟宗成立樂見其成。

## 獎項與榮譽

### 獎項
- 1989年：吳三連基金會社會服務獎、台美文教基金會社會服務獎
- 1991年：菲律賓麥格塞塞獎社會領袖獎。（Ramon Magsaysay Award for Community Leadership）
- 1994年：世界國民外交協會（PTPI）「艾森豪國際和平獎章」（Eisenhower Medallion）
- 1995年：行政院文化獎
- 1998年：非聯合國會員國家及民族組織（UNPO）國際人權獎
- 2000年：美國諾薇爾基金會（The Noel Foundation）人道精神終身成就獎
- 2001年：第一屆總統文化獎太陽獎
- 2003年：中華民國私校文教協會「第三屆私立學校十大傑出教育事業家」獎
- 2004年：美國加州「美國亞裔聯盟」2004年亞美人道關懷獎（2004 Asian American Heritage Award for Humanitarian Service）
- 2004年：中華民國一日志工協會終身成就志工獎
- 2007年：美國洛杉磯華裔民選官員協會（CEO）「2007年世界和平獎」
- 2007年：第24屆庭野平和財團（The Niwano Peace Foundation）庭野和平獎（英语：Niwano Peace Prize）（第24回庭野平和賞），於日本東京頒發
- 2008年：世界佛教友誼會（World Fellowship of Buddhists）全球佛教貢獻獎
- 2009年：臺灣名人百科社會類「年度模範名人獎」
- 2009年：第三屆國際慈善論壇「國際慈善功德人物獎」
- 2010年：第三屆全國有機日「臺灣有機農業卓越貢獻獎」
- 2010年：《遠見》雜誌「邁向哥本哈根，尋找臺灣環境英雄」官員及領袖類臺灣環境英雄
- 2010年：美國羅斯福基金會「傑出公共服務獎」
- 2014年：國際扶輪「最高榮譽獎」
- 2016年：中華創新發明學會「名人堂」
- 2016年：印度「實諦‧賽巴巴人類傑出獎（Sri Sathya Sai Awards for Human Excellence 2016）」之「衛生獎」
- 2016年：中華佛教比丘尼協進會「世界佛教傑出比丘尼貢獻表揚獎」
- 2016年：第四十四屆日內瓦國際發明展「發明教育獎（Invention Educational Medal）」

### 勳章及爵位
- 1986年：華夏一等獎章
- 1996年：中華民國外交部頒給「一等外交獎章」
- 1996年：中華民國內政部頒給「內政一等獎章」、「弘教濟世」匾額。
- 1996年：中華民國僑委會頒給「華光一等獎章」。
- 1996年：中國國民黨中央委員會頒發最高榮譽「實踐一等獎章」。
- 2001年：薩爾瓦多總統頒「國家二級勳章」
- 2003年：中華民國總統陳水扁頒贈二等景星勳章
- 2012年：馬來西亞檳城州元首封予「拿督斯里」勳銜

### 榮譽學位
- 1993年：香港中文大學頒發榮譽社會科學博士[30]
- 2001年：香港大學名譽社會科學博士[31]
- 2002年：交通大學社會與文化學名譽博士
- 2010年：菲律賓東方大學人文榮譽博士學位
- 2011年：泰國摩訶朱拉隆功大學社會福利榮譽博士學位
- 2015年：泰國泰國納里宣大學社會發展榮譽博士學位
- 2019年：國立中正大學名譽文學博士
- 2024年：國立陽明交通大學名譽哲學與醫學雙博士

### 榮譽
- 1986年：全國好人好事代表
- 1991年：美國「德州榮譽公民」、「聖安東尼市榮譽市長」、「聖安東尼榮譽領地」。
- 1998年：獲《天下雜誌》遴選為四百年來對台灣最具影響力的五十位人物之一[32]
- 2011年：加拿大溫哥華市政府訂10月21日為「證嚴上人日」
- 2011年：獲時代雜誌（TIME）選為2011年年度「全球百大最具影響力人物」之一[33][34]
- 2011年：獲頒薩爾瓦多政府頒予「薩爾瓦多之友」
- 2015年：義大利菲納爾艾密利亞頒予「榮譽市民」。
- 2016年：烏克蘭科學院頒予「榮譽院士獎」[35]。
- 2021年：美國國家發明家科學院發明家院士[36]
- 2022年：BBC 100 Women[37]

## 慈濟基金會
慈濟功德會，今时全名財團法人中華民國佛教慈濟慈善事業基金會。

## 電視節目
- 大愛電視─法譬如水、靜思妙蓮華（法華經）：對佛法、佛學、水懺與妙法蓮華經的介紹開示
- 大愛電視─菩提禪心：對佛法、佛學、水懺與妙法蓮華經裡的佛典故事，以戲劇方式呈現。
- 大愛電視─人間菩提：每日慈濟組織內志工早會的紀錄或當日法師在重大集會場所的重要講演。
- 大愛電視─衲履足跡：法師到各地行腳所見的人事物與言行紀錄。

## 著作
- 《靜思妙蓮華‧化城喻品第七》，2023
- 《良醫之道 - 守護生命 守護健康 守護愛》，2022
- 《靜思妙蓮華‧授記品第六》，2022
- 《靜思妙蓮華‧信解品第四》，2022
- 《靜思妙蓮華‧譬喻品第三》，2022
- 《四十二章經講述》，2021
- 《宗教-人生的宗旨；生活的教育》，2021
- 《靜思法髓溯源》，2021
- 《醒悟無常》，2021
- 《靜思妙蓮華‧法華七喻-窮子喻》，2021
- 《靜思妙蓮華‧法華七喻-髻珠喻 醫子喻》，2021
- 《靜思妙蓮華‧法華七喻-火宅喻》，2021
- 《靜思妙蓮華‧法華七喻- 藥草喻 化城喻 衣珠喻》，2020
- 《證嚴法師說給孩子的感恩故事》，2020
- 《證嚴法師說給孩子的慈悲故事》，2020
- 《證嚴法師說給孩子的智慧故事》，2020
- 《證嚴法師說給孩子的行善故事》，2020
- 《改變世界的雙手 - 101個環保的善行》，2020
- 《慈濟環保三十 - 用鼓掌的雙手做環保》，2020
- 《中英雙語小學生365靜思語：1～12月每日一則(全套12冊)》，2020
- 《靜思晨語 04 - 菩提大道直》，2020
- 《靜思妙蓮華‧方便品第二》，2020
- 《靜思晨語 03 - 人間清涼境》，2020
- 《靜思妙蓮華‧序品第一》，2019
- 《地藏經講述》，2019
- 《靜思晨語 02 - 晨語竭無明》，2019
- 《靜思語-第五集》，2019
- 《靜思語 - 行菩薩道的方向》，2018
- 《靜思晨語 01 - 靜思觀自性》，2018
- 《靜思語 - 十在心路(一套十本附盒)》，2017
- 《佛遺教經講述》，2017
- 《父母恩重難報經講述》，2017
- 《無量義經講述》，2016
- 《佛遺教經》，2016
- 《藥師經講述》（三冊/套），2016
- 《你的痛，我來疼》，2016
- 《八大人覺經講述》(共一冊)	，2016
- 《心靈十境-菩薩十地》，2016
- 《有朋自遠方來——與證嚴上人對話》（再版），2016
- 《心寬念純——追求美善人生》（再版），2016
- 《幸福本事》，2015
- 《與地球共生息── 一○○個疼惜地球的思考與行動》，2015
- 《清貧致福 》，2015
- 《有禮達理──人文素質的涵養》，2015
- 《年年三好三願》，2014
- 《孝為人本—世界和平的守護力量》，2013
- 《說法無量義無量》，2013
- 《回歸清淨本性》，2013
- 《孝的真諦──幸福人生第一堂課》，2012
- 《無量義經偈頌》，2011
- 《善之共振》，2010
- 《法譬如水－－慈悲三昧水懺講記》(一套三書附二別冊)	，2010
- 《清淨在源頭》，2010
- 《靜思語–第三集》，2019
- 《靜思語第一、二、三集典藏版》，2009
- 《青年靜思小語 (中英對照)》，2009
- 《人生經濟學》，2009
- 《見苦知福》，2008
- 《真實之路─慈濟年輪與宗門》，2008
- 《撒下好命的種子》，2008
- 《普天三無》（一套三冊）	，2007
- 《心寬念純》，2007
- 《生命的至情》，2006
- 《過關──實心‧實做‧好人生》，2006
- 《心室效應》，2005
- 《 一秒鐘和一輩子》，2005
- 《救世救心八大人覺經》，2004
- 《佛門大孝地藏經》，2003
- 《行經知路》，2002
- 《三十七道品偈頌釋義》，2002
- 《人中之寶 》，2002
- 《生死皆自在》，2002
- 《無量義經》，2001
- 《塵盡光生》，2001
- 《淨因三要》，2001
- 《心靈之窗 》，2001
- 《 四十二章經 》，2000
- 《美的循環──談生生世世》，2000
- 《回歸心靈的故鄉 》，1999
- 《自在的心靈》，1999
- 《父母恩重難報經》，1999
- 《八大人覺經》，1999
- 《清淨的智慧》，1999
- 《靜思、智慧、愛 》，1999
- 《證嚴上人心蓮》，1999
- 《慈濟心燈》，1999
- 《證嚴上人說故事》，1999
- 《談古說今》，1999
- 《靜思晨語》，1999
- 《歡喜自在》，1999
- 《齋後語》，1999
- 《人間菩薩》，1999
- 《生活的智慧》，1999
- 《三十七道品講義》，1999
- 《證嚴法師的生活智慧(增訂版)》，1997
- 《父母恩重難報經》，1995
- 《證嚴法師的生活智慧》，1992
- 《清淨的智慧》，1992
- 《證嚴法師齋後語》，1991
- 《證嚴法師•心蓮》，1991
- 《證嚴法師靜思語(二)》，1991
- 《證嚴法師靜思語(一)》，1989

## 爭議

### 一灘血事件
一灘血事件是促成釋證嚴創立慈濟功德會的故事，但經調查被認為有爭議。2001年，故事中被影射的醫師子女認為父親的名譽被破壞，因而對釋證嚴提起刑事和民事訴訟。2003年，判決出爐，刑事部份無罪，但民事部份，判決釋證嚴敗訴，應賠償101萬元。

## 家庭
- 養父：王天送[39]（？－1960年[6]）

- 養母：王沈月桂（1916年－2012年2月8日[39]）
- 弟：王端正

## 資料來源
1. ↑  . 慈濟全球資訊網 （中文）.
2. ↑  中文期刊部慈濟史編撰小組. . 慈濟月刊.   [2021-05-24]. （原始内容存档于2022-06-10）.
3. ↑  . Time. 2011-04-21  [2011-05-05]. （原始内容存档于2011-05-05）.
4. ↑  . 光明日報. 2015-11-06  [2021-05-24]. （原始内容存档于2022-06-12）.
5. ↑  . BBC. [2022-12-6]. （原始内容存档于2022-12-07）.
6. 1 2  阮義忠、袁瑤瑤. . 慈濟月刊.   [2021-05-24]. （原始内容存档于2021-05-24）.
7. ↑  證嚴法師. . 大愛電視台. 2017-12-18  [2021-05-24]. （原始内容存档于2021-05-24） （中文（臺灣））.
8. 1 2  靜思人文叢書處. . 慈濟月刊.   [2021-05-24]. （原始内容存档于2022-03-27）.
9. 1 2  HHY. . www.tzuchi-org.tw. 2008-04-14  [2021-05-24]. （原始内容存档于2021-11-25） （中文（臺灣））.
10. ↑   (PDF).   [2015-04-14]. （原始内容 (PDF)存档于2016-09-20）.
11. ↑  . 大愛新聞 (大愛電視). 2021-05-09  [2021-05-24]. （原始内容存档于2021-05-24）.
12. 1 2  潘煊. . 慈濟月刊.   [2021-05-24]. （原始内容存档于2021-05-24）.
13. 1 2 3 4  潘煊. . 台北: 天下文化. 2016. ISBN 978-986-320-975-1.
14. ↑  〈記三位和證嚴法師交談的 海星中學修女： 貝蒂、黃雪文和高凌霞〉 （页面存档备份，存于），溫金柯
15. ↑  . 慈濟基金會.   [2022-05-08]. （原始内容存档于2022-06-12）.
16. ↑  . 靜思人文志業.   [2022-05-08]. （原始内容存档于2022-03-31）.
17. ↑  鄭凱文. . 佛教圖書館館刊. 2012, (55)  [2022-05-08]. （原始内容存档于2022-06-11）.
18. ↑  釋聖嚴. . 法鼓文化.   [2022-05-08]. （原始内容存档于2022-07-14）.
19. ↑  . 慈濟大學.   [2022-05-08]. （原始内容存档于2022-06-10）.
20. ↑  陳宏立. . 聯合新聞網. 2020-10-23  [2022-05-10]. （原始内容存档于2022-05-10）.
21. ↑  丁世傑. . 中時新聞網. 2022-04-29  [2022-05-10]. （原始内容存档于2022-06-20）.
22. ↑  田德財. . 更生日報. 2021-07-23  [2022-05-10]. （原始内容存档于2022-06-10）.
23. ↑  林美姿. . 旺報. 2013-07-22  [2022-05-08]. （原始内容存档于2022-06-11）.
24. 1 2  . 慈濟全球資訊網. （原始内容存档于2017年1月30日）.
25. ↑  釋證嚴. .   [2022-05-13].
26. 1 2  . 今日新聞網. 2009-05-08  [2009-05-08]. （原始内容存档于2017-04-19） （中文）.
27. 1 2  . 慈濟全球資訊網. （原始内容存档于2017年1月30日）.
28. 1 2  楊久瑩、方志賢. . 自由時報. 2009-05-08  [2009-05-08]. （原始内容存档于2020-02-01） （中文）.
29. ↑  楊久瑩. . 自由時報. 2009-05-08  [2009-05-08]. （原始内容存档于2020-10-31） （中文）.
30. ↑  香港中文大學《中大通訊》第44期， （页面存档备份，存于）1993年7月。
31. ↑  .   [2015-03-19]. （原始内容存档于2015-04-04）.
32. ↑  張戌誼. . 天下文化. 2012-06-25  [2022-05-11]. （原始内容存档于2024-01-29）.
33. ↑  . Time. 2011-04-21  [2019-12-04]. （原始内容存档于2020-11-27） （英语）.
34. ↑  . NOWnews 今日新聞網. 2011-04-22  [2011-05-05]. （原始内容存档于2012-12-10）.
35. ↑  . ETtoday新聞雲. 2016-12-18  [2016-12-18]. （原始内容存档于2019-06-12） （中文（臺灣））.
36. ↑  Lin, Hans; Lo, James. . Central News Agency. 17 June 2022  [17 June 2022]. （原始内容存档于2022-06-17）.
37. ↑  . News.   [2022-12-14]. （原始内容存档于2022-12-07） （英国英语）.
38. ↑  張耀中. . TVBS. 2003-08-23  [2025-01-09] （中文（臺灣））.
39. 1 2  . www.tzuchi.org.tw. 2010-02-12  [2021-05-24]. （原始内容存档于2021-05-24）.

## 外部連結
- 認識證嚴上人 （页面存档备份，存于）